# Steven Van Gucht
Steven Van Gucht est un vétérinaire et virologue belge spécialisé dans les zoonoses émergentes à l'Université de Gand. Il est président du Comité scientifique et chef du service Maladies virales de Sciensano, l’Institut belge de santé.
Il a été nommé président du Comité scientifique coronavirus durant la pandémie de Covid-19 en Belgique.